# 营盘尖
营盘尖是仙霞岭的山峰之一，位于中国福建省南平市浦城县，海拔1664米。营盘尖地处福建省最北部，是闽江水系、钱塘江水系、鄱阳湖水系的分水岭。营盘尖是乌溪江的源头。